# インターM
インターM（インターエム）は自転車部品メーカーシマノが製造している自転車用ブレーキで、ローラーブレーキの一種に分類できる。
登場したのは1995年で、当初「INTER-M」と呼称されたが、2000年代中ごろ以降この名称の使用はやめている。

## 構造
車輪のハブに直接接続され、バンドでフレームに固定されている。後輪用が主流だが、前輪用も少数ながら存在する。制動中の発熱量が比較的大きいため、放熱用フィンがつくものもある。
ブレーキレバーを操作することにより、ワイヤーによって下部にあるアームが引かれ、ブレーキ中心部のカムが周りに配置されたローラーを押し上げ、金属製のブレーキシューをドラムの内側に押しつけて制動力を得る。カムからドラム内部まで全てカバーで覆われているため、外部から構造を見ることはできない。ローラーを用いた構造から、「ローラーブレーキ」とも呼ばれている。
従来のバンドブレーキ特有の音鳴りがしない点や、雨天でも制動力に影響を受けないというメリットがあるが、金属同士の摩擦によって制動力を得ているため、定期的に専用のグリースを注入する必要がある。また、初期の制動力が低いため、他のブレーキと比べ、グニャリとした独特のブレーキタッチとなる。
多くの安価な自転車に装備されているバンドブレーキとはハブ取付部の形状が異なるため、インターMブレーキに交換するにはハブもしくは車輪ごとの交換という大掛かりな作業となってしまう。この場合は取付部がバンドブレーキと同様のサーボブレーキに換える方が無難とされている。

## 搭載車
いわゆる広義の「ママチャリ」であるシティサイクル、軽快車に多く採用されている。他にもリムブレーキと比べてメンテナンスフリーの特徴を活かし、街乗りなどの用途を想定して設計されたスポーツ車に、内装変速機などと併せて採用されている場合がある。
中には、スポーツ車向けの大型放熱フィンつきの「ハイパーローラーブレーキ」に換装する者もいる。製造はヨーロッパ。